# Pascual Asensio Pastor
Pascual Asensio Pastor (València, 1797 - Madrid, 1874) fou un científic valencià, acadèmic fundador de la Reial Acadèmia de Ciències Exactes, Físiques i Naturals.
Era fill d'un director d'orquestra establert a Madrid. Estudià al Seminari de Nobles de València i va lluitar en la guerra del francès. En 1819 fou nomenat catedràtic d'agronomia a Burgos i durant el trienni liberal fou membre de la Milícia Nacional. En 1833 fou membre del Reial Consell d'Agricultura, Indústria i Comerç, i en 1837 jardiner major del Reial Jardí Botànic de Madrid. En 1847 fou un dels acadèmics designats per Isabel II d'Espanya per a la Reial Acadèmia de Ciències Exactes, Físiques i Naturals. En 1856 fou nomenat director de l'Escola Central d'Agricultura.